# Aref Salem
Aref Salem est un homme politique canadien. Il est chef de l'opposition officielle à l'Hôtel de ville de Montréal depuis novembre 2021. Il œuvre également à titre de conseiller de la Ville du district de Norman-McLaren, dans l’arrondissement Saint-Laurent, depuis 2009. 
De novembre 2021 à février 2025, il occupe la fonction de chef intérimaire d'Ensemble Montréal. 

## Biographie
Natif du Liban, Aref Salem immigre au Canada le 13 juin 1990 alors que la guerre frappe son pays. Il est diplômé d'un baccalauréat en microbiologie de l'Université de Montréal et d'un baccalauréat en administration des affaires de HEC Montréal. Avant de faire le saut en politique municipale, Aref Salem est gestionnaire d'une PME pendant 17 ans. Il est le père de deux filles.

## Parcours
Entre 2013 et 2017, Aref Salem est responsable des transports au sein du Comité exécutif de Montréal, en plus de siéger sur plusieurs conseils d’administration tels que BIXI Montréal et Stationnement Montréal. Au cours de ces quatre années, il crée notamment la toute première politique de stationnement à la Ville de Montréal, initie la mise en place des taxis signés « Bonjour » visant à donner une signature distinctive à l'industrie montréalaise du taxi et aide l'organisme à but non lucratif de vélos en libre-service BIXI à surmonter ses difficultés financières et à la sauver de la faillite. Entre 2017 et 2021, il assure la vice-présidence de la Commission sur le transport et les travaux publics. 
Le 7 novembre 2021, lors des élections municipales, Aref Salem remporte un quatrième mandat à titre de conseiller de la Ville du district Norman-McLaren, dans l'arrondissement de Saint-Laurent, avec 64,66% des voix. Le 16 novembre, il obtient la confiance du caucus d'Ensemble Montréal pour occuper le poste de chef intérimaire du parti et de chef de l'opposition officielle qui représente un total de 38 élus, dont 23 au conseil municipal,. Il est chef intérimaire jusqu'en février 2025.